# Michael Johann Nepomuck von Althann
Michael Johann Nepomuck von Althann (ur. 10 lutego 1757, zm. 1815) – austriacki arystokrata z rodu Althannów, właściciel dóbr ziemskich w południowej części hrabstwa kłodzkiego.

## Życiorys
Urodził się w 1757 roku jako szósty syn Michaela Johanna von Althanna i jego trzeciej żony Marii Josefy von Barwitz von Fernemont (1725-1758). Pochodził z bocznej linii rodu Althannów. Zgodnie z ustaleniami rodowymi, po jego śmierci swojego kuzyna Michaela Wenzla w 1810 roku, przejął dobra rodowe w hrabstwie kłodzkim, do których należały m.in.: majorat w Międzylesiu, dobra w Roztokach i Wilkanowie. W czasie swoich pięcioletnich rządów zmagał się z krachem gospodarczym na ziemi kłodzkiej, spowodowanym toczącymi się na tym terytorium wojnami napoleońskimi, krachem, który dotyczył także jego posiadłości ziemskich.
W swoim życiu zawarł tylko jedno małżeństwo z Johanną Dorią (1764-1812) w 1789 roku, z którą miał dwoje dzieci: 
- Michaela Franza (1792-1814)
- Marię Johannę Michaelę (1795-1803).

Wobec ich przedwczesnej śmierci nie pozostawił żadnych następców, a panowanie w jego dobrach przejął jego młodszy brat - Michael Franz Anton. Zmarł w 1815 roku.